# Teofil Łapiński
Teofil Łapiński vel Teffik-bej (ur. 19 grudnia 1827, zm. 24 kwietnia 1886 we Lwowie) – uczestnik powstania węgierskiego, dowódca w randze generała wyprawy morskiej w czasie powstania styczniowego w 1863 roku.

## Życiorys
Kształcił się w Theresianum w Wiedniu. W 1848 roku wziął dymisję z wojska i wstąpił do Gwardii Narodowej we Lwowie. Jako dowódca baterii artylerii odbył kampanię w szeregach węgierskich wojsk powstańczych. Po stłumieniu powstania wyemigrował do Francji, gdzie związał się z obozem ks. Adama Jerzego Czartoryskiego. Wyjechał do Turcji, by dążyć tam do utworzenia polskiego oddziału posiłkowego dla Czerkiesów, który miał być rzucony do walki przeciwko Imperium Rosyjskiemu. Wstąpił do armii tureckiej. Po wybuchu wojny krymskiej przeszedł w stopniu majora do dywizji polskiej. 
Próbował utworzyć polski korpus posiłkowy dla walczących Czerkiesów. W lutym 1857 roku na czele kilkudziesięciu Polaków przybył na Kaukaz. Brał udział w walkach aż do 1859 roku. Po wybuchu powstania styczniowego stanął na czele wyprawy morskiej, której celem było dostarczenie na Litwę broni, amunicji i ochotników. 25 marca 1863 roku z Londynu wypłynął statek Ward Jackson. W Helsingborgu, w Szwecji na pokład statku wszedł Michaił Bakunin. 30 marca w Malmö władze szwedzkie położyły sekwestr na statku, by nie zadrażniać stosunków dyplomatycznych z Rosją. 12 kwietnia na statku wybuchł pożar. By zmylić Rosjan, zakupiono nowy statek Emilia, na który przeładowano ochotników i broń. Próbę lądowania przeprowadzono 11 czerwca na wybrzeżu pruskim w okolicach Kłajpedy. Jednak cała operacja zakończyła się niepowodzeniem i ostatecznie Szwedzi skierowali statek z powrotem do Anglii. 
Po upadku powstania był korespondentem pisma Władysława Platera Der Weisse Adler. Był autorem studium Der Feldzug der ungarischen Hauptarmee im 1849. Selbsterlebtes, (Hamburg 1850). Wydał dwutomową pracę o Kaukazie Die Bergvölker des Kaukasus und ihr Freiheitskampf, (Hamburg 1862) oraz wspomnienia Powstańcy na morzu w wyprawie na Litwę. Z pamiętników pułkownika.
W 1878 roku wrócił z emigracji do Galicji i osiadł we Lwowie.
Zmarli powstańcy 1863 roku zostali odznaczeni przez prezydenta RP Ignacego Mościckiego 21 stycznia 1933 roku Krzyżem Niepodległości z Mieczami.

## Literatura
- Eligiusz Kozłowski, Roman Żelewski, Teofil Łapiński, w: Polski Słownik Biograficzny, t. XVIII, 1975, s. 214-216.
- Jerzy Siemisław Łątka: Romantyczny kondotier. Katowice: Śląsk, 1988. ISBN 83-216-0761-6. Brak numerów stron w książce
- Teofil Łapiński: Wyprawa do Polski : wspomnienia z czasów powstania styczniowego / Teofil Łapiński, Stefan Poles [pseud.] (Rafał Tugendhold), Julius Mankell ; wybór, przekł. [ze szw.], przypisy i wstęp Janina Hera.. Warszawa: Neriton, 1996. ISBN 83-86842-09-1. Brak numerów stron w książce